# Cordillera del Amambay
La cordillera del Amambay (en guaraní: Yvytyrysýi Amambái) es un macizo o altiplanicie ubicado al noreste de Paraguay y al oeste del Brasil específicamente en el estado de Mato Grosso del Sur. Esta cordillera sirve como límite convencional de ambos países. Sobre su planicie se encuentran las ciudades paraguayas de Pedro Juan Caballero, Capitán Bado, e Ype jhú; también las ciudades brasileñas como Ponta Porá, Coronel Sapucaia, y otros. Este planalto forma parte de la gran Meseta Brasileña, y se extiende desde el norte del estado de Mato Grosso del Sur hasta la convergencia de las cordilleras de Caaguazú y Mbaracayú.